# Câinele Mare
Câinele Mare esto o constelație australă, în care se află cea mai strălucitoare stea de pe cer, Sirius.

## Obiecte cerești

### Stele
Sirius (α Canis Majoris), steaua cea mai strălucitoare din constelația Câinele Mare este în același timp și cea mai strălucitoare de pe cer. Este de asemenea pe locul 6 pe lista celor mai apropiate stele de Sistemul Solar, fiind la doar 2,67 pc de noi.
VY Canis Majoris, al cărui diametru este evaluat la 1.400 de ori diametrul Soarelui nostru, este una dintre cele mai mari stele cunoscute.